# Бутровка
Бутровка — река в России, протекает по Холмскому району Новгородской области. Устье реки находится в 8 км по левому берегу реки Шульга. Длина реки составляет 12 км.
Единственный населённый пункт, расположенный на реке — деревня Высокое Красноборского сельского поселения — находится на протоке, соединяющей Бутровку с Шульгой.

## Данные водного реестра
По данным государственного водного реестра России относится к Балтийскому бассейновому округу, водохозяйственный участок реки — Ловать и Пола, речной подбассейн реки — Волхов. Относится к речному бассейну реки Нева (включая бассейны рек Онежского и Ладожского озера).
Код объекта в государственном водном реестре — 01040200312102000023674.